# Stoned
Stoned är en brittisk spelfilm från 2005 om bandet Rolling Stones och gitarristen Brian Jones död, med Tuva Novotny i en av rollerna som Anna Wohlin. Filmen är inspelad i London, Hampton och Marocko.
Den hade världspremiär vid Toronto International Film Festival den 11 september 2005 och svensk premiär den 5 maj 2006, den är tillåten från 11 år.

## Handling
Artisten, rockstjärnan, modeikonen, kvinnokarlen, den talangfulle musikern och den brittiska undergroundkulturens främste föregångare – Brian Jones var allt detta och mer därtill. På de sju år som gick från det att han grundade The Rolling Stones till hans ödesdigra nattdopp i sin swimmingpool, blev Jones en legend, en musikalisk begåvning som hela tiden utmanade gränserna och som skapade världens största rockband. 
Jones levde det mytomspunna 60-talets rockstjärneliv ända ut i fingerspetsarna och hade världen i sin hand. Men liksom många av sina vänner och likasinnade, som Jimi Hendrix och Janis Joplin, gick han vilse på vägen. I juli 1969, bara ett par veckor efter det att han sparkats från sitt eget band, hittades Brian Jones död på botten av sin swimmingpool.

## Rollista i urval
- Leo Gregory - Brian Jones
- Paddy Considine - Frank Thorogood
- David Morrissey - Tom Keylock
- Ben Whishaw - Keith Richards
- Tuva Novotny - Anna Wohlin
- David Walliams - Revisor
- Ralph Brown - Gysin